# 눈사마귀
《눈사마귀》(일본어: 雪蟷螂 유키카마키리[*])은 고교쿠 이즈키의 라이트 노벨이다. 전격 문고 (아스키 미디어 웍스)에서 2009년 2월에 간행되었다.